# Slaget ved Samar
Slaget ved Samar var den midterste af kampene under slaget om Leyte Gulf, et af de største søslag i historien, som fandt sted i det Filippinske Hav ud for øen Samar i Filippinerne den 25. oktober 1944. Det var den eneste større kamp i slaget hvor amerikanerne stort set var uforberedt på at støde på den fjendtlige styrke. Nogle historikere har kaldt det for et af de mest ubalancerede slag i søkrigsførelsens historie.
| „ | Aldrig i den amerikanske flådes historie har den udvist større tapperhed, mod og gåpåmod end i disse to morgentimer mellem 7.30 og 9.30 ud for Samar | “ |
|   | — Samuel Eliot Morison, History of United States Naval Operations in World War II, Volume XII, Leyte                                                 |   |

Admiral William Halsey, Jr. blev narret til at forfølge en afledningsstyrke med sin stærke 3. flåde. Der var således kun tre grupper af eskorthangarskibe fra 7. flåde tilbage i området. En kraftig japansk flådestyrke bestående af slagskibe og krydsere, som amerikanerne troede, at de allerede havde besejret og jaget på flugt, var vendt tilbage og stødte på den nordligste af de tre eskortehangarskibsgrupper, Task Unit 77.4.3 ("Taffy 3"). Taffy 3 havde nogle få destroyere og eskortedestroyere, som hverken havde ildkraft eller pansring til effektivt at imødegå pansrede krigsskibe, men alligevel gik de til angreb med deres 5 tommer kanoner og torpedoer. Fly fra de langsomme "jeep" eskortehangarskibe angreb japanerne fortrinsvis med bomber og dybdebomber, som stort set var virkningsløse mod skibe.
Clifton Spragues task unit mistede to eskortehangarskibe, to destroyere, en eskortedestroyere og et antal fly. Over 1.000 amerikanere døde, hvilket svarer til de samlede amerikanske tab af mænd og skibe i de mere velkendte slag i Koralhavet og ved Midway. Men til gengæld for disse svære tab, som ramte en så lille styrke, lykkedes det dem at sænke eller uskadeliggøre tre japanske krydsere og skabe tilstrækkelig forvirring til at den japanske viceadmiral Takeo Kurita valgte at omgruppere sin styrke og senere trække sig tilbage i stedet for at rykke frem og sænke troppetransport og forsyningsskibe i Leyte Gulf. I alle slagene ved Leyte Gulf omkom 10.000 fra den japanske og 3.000 fra den amerikanske flåde. Selv om slagskibet Yamato og den resterende styrke vendte tilbage til Japan var disse slag afslutningen på den japanske flåde som kampenhed.

## Baggrund
Den overordnede japanske strategi ved Leyte var en plan kaldet Shō-Go 1. Den gik ud på at viceadmiral Jisaburō Ozawas flåde – kaldet den nordlige styrke – skulle lokke den 3. amerikanske flåde væk fra den allierede landgang på Leyte, ved hjælp af en tilsyneladende sårbar hangarskibsstyrke. Når landgangsstyrkerne således havde mistet deres luftstøtte skulle de angribes vest og sydfra af viceadmiral centrale styrke, som skulle ankomme fra Brunei, og viceadmiral Shoji Nishimuras sydlige styrke. Kuritas styrke bestod af fem slagskibe heriblandt Yamato og Musashi, der var verdens største slagskibe, eskorteret af krydsere og destroyere. Nishimuras flotille omfattede to slagskibe og skulle ledsages af viceadmiral Kiyohide Shima med tre krydsere.
Om natten den 23. oktober opdagede to amerikanske undervandsbåde USS Dace og USS Darter den centrale styrke da den sejlede ind i Palawan strædet. Efter at have alarmeret Halsey torpederede og sænkede undervandsbådene to krydsere og beskadigede en tredje, som blev tvunget til at vende om. En af de to krydsere, som gik tabt var admiral Kuritas flagskib, men han blev reddet og overførte sit flag til Yamato.
Efterfølgende gennemførte hangarskibene i 3. flåde en række luftangreb på Kuritas styrker i Sibuyanhavet hvorved en række fartøjer blev beskadiget og Musashi sænket. Det fik i første omgang Kurita til at vende om. Et luftangreb fra 3. flåde ramte også Nishimuras sydlige styrke, som fik mindre skader. Samtidig indledte viceadmiral Takijirō Ōnishi angreb fra flyvepladser på Luzon mod Halseys styrker. Et bombefly ramte det lette hangarskib USS Princeton, hvilket udløste eksplosioner som førte til at det blev sænket.
Samme nat skulle Nishimuras sydlige styrke med to slagskibe en tung krydser og fire destroyere nærme sig sydfra og koordinere med Kuritas styrke. Det andet element i den sydlige styrke – 3 krydsere og 7 destroyere – under kommando af viceadmiral Kiyohide Shima var ca. 70 km bag Nishimura. I slaget i Surigaostrædet løb Nashimuras styrke ind i en dødsfælde. De var 7. flådes støtteflåde langt underlegen. De løb spidsrod mellem torpedoer fra 28 torpedobåde og 28 destroyere inden de blev taget under radarstyret beskydning fra 6 gamle slagskibe og 8 krydsere. Senere da Shimas styrke nåede frem til de resterende af Nishimuras skibe blev den også angrebet, men formåede at trække sig tilbage. Af Nashimuras styrke overlevede kun en destroyer.
I slaget ved Kap Engaño bestod Ozawas nordlige styrke af et stort hangarskib og tre lette hangarskibe med i alt 108 fly (svarende til det antal fly der normalt var på et stort hangarskib), to gamle slagskibe, tre lette krydsere og ni destroyere. Admiral Halsey var overbevist om, at den nordlige styrke var den største trussel og at de centrale styrke var blevet slået på flugt i Slaget i Sibuyanhavet. Halsey tog tre grupper af Task Force 38 (TF 38), som var langt stærkere end Ozawas nordlige styrke, med fem hangarskibe og fem lette hangarskibe med til sammen over 600 fly, seks hurtige slagskibe, 8 krydsere og over 40 destroyere. Halsey klarede nemt det som senere blev afsløret som en afledningsstyrke der ikke udgjorde nogen større trussel.
Som følge af Halseys beslutning var døren efterladt på vid gab til Kurita. Da Kurita i starten trak sig tilbage, regnede amerikanerne med at den japanske styrke trak sig ud af slaget; men Kurita vendte om igen og sejlede gennem San Bernardino Strædet i ly af mørket. Kun lette styrker, som var udstyret til at angribe styrker på landjorden og undervandsbåde stod herefter i vejen for Kuritas slagskibe og krydsere, der havde til hensigt at knuse de amerikanske landgangsstyrker.

## Overblik over slaget
I slaget ved Samar gik en meget slagskraftig japansk styrke bestående af slagskibe, krydsere og destroyere under kommando af admiral Kurita til angreb på en amerikansk task unit bestående af seks eskortehangarskibe, tre destroyere og fire ekskortedestroyere. Amerikanerne blev overrasket fuldstændigt fordi 7. flåde regnede med at dens nordlige flanke var beskyttet af admiral Halseys umådelig slagkraftige 3. flåde, som bestod af otte store hangarskibe og seks hurtige slagskibe.
Hovedvægten af det japanske angreb ramte den nordligste af eskortehangarskibsenhederne kontreadmiral Clifton Spragues Task Unit 77.4.3 (normalt omtalt med sit radiokaldesignal "Taffy 3"). Taffy 3 var dårligt forberedt til at bekæmpe svært bestykkede krigsskibe, og eskortehangarskibene forsøgte at undslippe den japanske styrke samtidig med at Taffy 3's destroyere, eskortedestroyere og fly gennemførte vedvarende angreb på Kuritas styrke. Destroyerne og eskortedestroyerne havde kun torpedoer og kanoner af en kaliber op til 5 tommer (12,7 cm), men til gengæld havde de radar som hjælp ved ildledningen. Japanerne havde svært kalibrede kanoner på op til 46 cm kanoner, men de havde knap så præcise optiske afstandsmålere. Amerikanerne havde også et stort antal fly til rådighed, hvilket japanerne ikke havde. Eskortehangarskibenes fly var udstyret med højeksplosive bomber, som anvendtes til for styrker på landjorden og dybdebomber til angreb på undervandsbåde, frem for pansergennemtrængende bomber og torpedoer, som havde været mere effektive mod de svært pansrede skibe. Trods det, og selv om deres ammunition slap op, blev de amerikanske fly ved med at genere fjenden og gennemførte gentagne skinangreb, hvilket afledte japanernes opmærksomhed og spredte deres formationer.
Alt i alt blev to amerikanske destroyere, en eskortedestroyer og et eskortehangarskib sænket af beskydning fra japanske kanoner og yderligere et eskortehangarskib blev ramt og sænket af et kamikaze fly under slaget. Kuritas slagskibe blev drevet tilbage med torpedoangreb fra de amerikanske destroyere, og var ude af stand til at omgruppere sig i kaos, mens tre krydsere gik tabt efter angreb fra amerikanske fly og destroyere og adskillige andre krydsere blev beskadiget. På grund af forsvarets intensitet var Kurita overbevist om, at han stod over for en styrke, som var langt stærkere end hans egen og trak sig tilbage, hvorved han fjernede truslen mod troppetransport- og forsyningsskibene.
Slaget var et af de sidste store flådeslag mellem amerikanske og japanske overfladeskibe under 2. verdenskrig. Efter slaget blev Filippinerne generobret af amerikanerne, hvilket afskar japanerne fra deres oliefelter i Sydøstasien. Den kejserlige japanske flåde gik aldrig igen i kamp med en sådan styrke. De fleste skibe vendte tilbage til deres baser i Japan hvor de stort set lå inaktive i resten af krigen.
Slaget fremstilles ofte som et af de store "hvad nu hvis" i 2. verdenskrig. Hvis Kurita havde fortsat angrebet i stedet for at trække sig tilbage, er det muligt at amerikanerne kunne have lidt svære tab
af tropper og forsyninger, hvilket ville have forsinket deres erobring af Filippinerne. Hvis Kuritas og Halseys flåde var stødt sammen ville det have været det længe ventede "afgørende slag" hvor begge sider havde haft mulighed for at indsætte deres største slagskibe; men Halseys styrke var Kuritas overlegen i antal af alle skibstyper især de 6 amerikanske slagskibe mod de 4 japanske. Kun Yamato havde sværere panser og større kanoner end de amerikanske slagskibe, de øvrige tre var fra 1. verdenskrig og havde generelt svagere kanoner og pansring, mens deres modstandere i 3. flåde var forholdsvis nye med 16 tommer kanoner (40,6 cm) og var udstyret med radar assisteret ildledning.

## Modstandernes styrker
Den centrale japanske styrke bestod nu af slagskibene Yamato, Nagato, Kongō og Haruna, de tunge krydsere Chōkai, Haguro, Kumano, Suzuya, Chikuma, Tone, de lette krydsere Yahagi og Noshiro samt 11 destroyere af Kagerō- og Asashio-klassen. Slagskibene og krydserne var fuldt pansrede mod 5 tommer projektiler. Til sammen havde de snesevis af af svære kanoner helt op til Yamatos 46 cm, som havde en rækkevidde på 40 km. Skibene havde optisk sigte, som gav oplysninger til computerassisterede ildstyringssystemer. De var dog knap så avancerede som de radarstyrede systemer på de amerikanske destroyere.
Hver af de tre task units i 7. flådes tast group 77.4 bestod af seks små eskortehangarskibe af Casablanca- eller den lidt større Sangamon-klasse. Hver destroyer havde fem 12,8 cm kanoner mens eskortedestroyerne kun havde 2 og eskortehangarskibene blot 1. Da ingen af kanonerne havde en rækkevidde på mere end 16 km virkede det som en håbløs opgave mod de japanske kanonerer, som lagde vægt på lang rækkevidde og store kanoner; men slaget ville vise, at deres delvis automatiserede ildledning var stort set ineffektiv mod manøvrerende skibe på lang afstand (selv om nogle skibe såsom Kongō systematisk ramte deres mål når de kom nærmere). Japanerne fik rent faktisk ikke træffere ind på hangarskibene før de selv nåede inden for hangarskibenes skudvidde. Til gengæld havde selv de små amerikanske destroyere ildledningssystemer, som automatisk rettede akkurat ild mod mål på overfladen og i luften samtidig med at destroyerne selv manøvrerede under slaget. Manglen på tilsvarende systemer i de japanske skibe førte til kommentarer fra amerikanske piloter om japanernes ineffektive antiluftskyts.
Kontreadmiral Clifton Spragues Task Unit 77.4.1 ("Taffy 1") bestod af Hangarskibsdivision 22 med eskortehangarskibene USS Sangamon, Suwannee, Santee og Petrof Bay. (De resterende to eskortehangarskibe i Taffy 1, kontreadmiral George R. Hendersons COMCARDIV 28 med USS Chenango og Saginaw Bay var afsejlet mod Morotai i Indonesien den 24. oktober med defekte fly fra andre hangarskibe, som skulle sættes i land. De kom tilbage med nye fly efter slaget.)
Kontreadmiral Felix Stumps Task Unit 77.4.2 ("Taffy 2") bestod af Hangarskibsdivision 28 med eskortehangarskibene USS Natoma Bay og Manila Bay, samt kontreadmiral William D. Samples COMCARDIV 27 med USS Marcus Island, Kadashan Bay, Savo Island og Ommaney Bay.
Kontreadmiral Clifton Spragues Task Unit 77.4.3 ("Taffy 3") bestod af Hangarskibsdivision 25 med eskortehangarskibene USS Fanshaw Bay, St. Lo, White Plains, Kalinin Bay samt kontreadmiral Ralph A. Ofsties COMCARDIV 26: USS Kitkun Bay og Gambier Bay. Afskærmningen af Taffy 3 bestod af destroyerne USS Hoel, Heermann og Johnston samt eskortedestroyerne USS Dennis, John C. Butler, Raymond og Samuel B. Roberts.
Selv om eskortehangarskibene var små og i gennemsnit medførte omkring 28 fly havde de tre "Taffier" tilsammen omkring 450 fly – svarende til adskillige store hangarskibe, men selv om deres tophastighed på 17,7 knob var tilstrækkelig til konvojsejlads eller støtte til enheder i land, var de for langsomme til at kunne følge med eller undslippe en hurtig task force. Da de var tænkt til angreb mod styrker på jorden eller til forsvar mod fremmede fly eller ubåde var flyene fra Taffy 2 i første omgang kun bevæbnet med maskingeværer, dybdebomber og antipersonelbomber, som ikke havde den store effekt på pansrede skibe. Senere luftangreb med fly fra Taffy 2's hangarskibe havde haft tilstrækkelig tid til at flyene var blevet udstyret med mere hensigtsmæssige våben mod de tunge skibe efter at kampen med destroyerne var overstået og begrænsede beskydningen af hangarskibene.

## Slaget
Kuritas styrke passerede gennem San Bernardino Strædet kl. 3.00 om morgenen den 25. oktober og forsatte sydpå langs kysten af Samar i håb om at Halsey var bidt på krigen og havde sendt hovedparten af sin flåde væk. Dette håb viste sig mere end opfyldt, da Halsey var sejlet nord på med alle sine skibe, Kurita fik imidlertid ikke at vide at Halsey var blevet narret væk.

### Taffy 3 angribes
Mens den sejlede omkring 60 sømil (110 km) øst for Samar før daggry den 25. oktober opsendte USS St. Lo fire fly som skulle patruljere efter undervandsbåde, mens resten af hangarskibene i Taffy 3 forberedte sig på dagens første angreb mod landgangsområderne. Kl. 6.37 fik søløjtnant William C. Brooks, som fløj i en TBM Avenger fra St. Lo øje på nogle skibe, som skulle være fra Halseys 3. flåde, men lod til at være japanske. Da han fik det at vide blev Spraque forbløffet og forlangte oplysningen bekræftet. Da han fløj nærmere på rapporterede Brooks: Jeg kan se pagodemaster. Jeg kan se det største kødbolleflag på det største slagskib jeg nogensinde har set!" Yamato havde alene deplacement svarende til alle enheder i Taffy 3. Han havde sigtet den største af de tre angribende japanske styrker med 4 slagskibe, 6 tunge og lette krydsere og 10-12 destroyere. De nærmede sig var vest-nordvest og var kun 31 km væk, allerede indenfor skudvidde og synsvidde af den nærmeste task group, Taffy 3. Selv om de var bevæbnet til angreb mod undervandsbåde indlede flyene alligevel det første angreb i slaget ved at nedkaste dybdebomber, der stødte mod boven på en krydser.
Taffy 3's udkig opdagede antiluftskytsild mod nord. Japanerne faldt over Raffy 3 kl. 6.45 efter at have opnået fuld taktisk overraskelse. Omkring samme tid opfangede andre i Taffy 3 mål på overfladeradaren og japansk radiotrafik. Kl. 6.59 åbnede Yamato ild på 37 km's afstand. Amerikanerne blev snart overrasket over synet af farverige nedslag af granater som skulle finde den rette afstand. Hvert skib brugte forskellige farver blæk, så de kunne kende deres egne nedslag. Da han ikke kunne genkende silhuetten af de små eskortehangarskibe i sine identifikationsmanualer, regnede han med at der var tale om større hangarskibe og at han havde fået en task force fra 3. flåde på kornet. Hans 1. prioritet var det af fjerne truslen fra hangarskibene og han gav ordre til "generalangreb". I stedet for at gennemføre et koordineret angreb fik hver af divisionerne i hans task force ordre til at angribe på egen hånd. Japanerne havde netop ændret formation til en cirkulær anti-fly formation, og ordren afstedkom nogen forvirring, hvilket gav Spraque tid til at stikke af, så japanerne kun kunne bruge deres fremadrettede kanoner, mens han selv beskød dem med sine afterudrettede kanoner.
Spraque gav straks sine hangarskibe til at dreje ind i vinden og opsende deres fly og derpå trække sig tilbage mod en regnbyge mod øs i håbet om at dårlig sigt ville gøre den japanske kanonild mindre præcis. Han gav sine destroyere ordre til at udlægge røg for at dække de retirerende hangarskibe.

### Amerikanske destroyere og eskortedestroyere angriber
Tre destroyere og fire mindre eskortedestroyere havde fået til opgave at beskytte eskortehangarskibene fra fly og undervandsbåde. De tre destroyere af Fletcher-klassen, som havde øgenavnet blikdåser fordi de ikke var pansrede – var hurtige nok til at kunne følge med en hurtig hangarskibs task force. De havde fem 5 tomer kanoner og lette antiluftskytskanoner, som ikke var beregnet til at angribe pansrede slagskibe eller krydsere. Kun deres ti 21 tommers torpedoer, som var
placeret i to femrørs afskydningsapparater midtskibs udgjorde en reel trussel mod slagskibe. Eskortedestroyere som Samuel B. Roberts var endnu mindre og langsommere, da de var bygget til at beskytte langsomme konvojer af fragtskibe mod undervandsbåde. De havde kun to 5 tommer kanoner uden ildledningssystem og tre torpedoer (selv motortorpedobåde havde fire) og trænede kun sjældent koordinerede torpedoangreb. Da torpedoerne kun havde en rækkevidde på 5,5 sømil (10 km) var det bedst at bruge dem om natten, da et angreb om dagen ville indebære at man blev taget under intens fjendtlig beskydning, der kunne have en rækkevidde på op til 45 km. I dette slag stod de overfor en flåde, som blev anført af det største slagskib i verden.
Efter at have udlagt røgslør for at skjule hangarskibene for de japanske kanonerer var de snart i gang med at gennemføre nærmest selvmorderiske torpedoangreb. Skibenes profiler og aggressivitet fik japanerne til at tro, at de var krydsere og store destroyere. Deres manglende pansring betød at panserbrydende japanske granater passerede lige gennem skibene indtil de japanske kanonerer skiftede til højeksplosive granater, som forårsagede langt større skader. Deres fart og bevægelighed betød at nogle af skibene helt undgik at blive truffet af granater inden de afskød deres torpedoer. Effektiv skadesbekæmpelse og redundans i motor og strømsystemer holdt dem flydende selv efter at de var blevet ramt snesevis af gange inden de sank, selv om dækkene var oversået med døde og alvorligt sårede. Destroyere fra Taffy 2 længere sydpå kom også under beskydning, men da de blev opdaget af Gambier Bay, som havde bedt om deres assistance, blev de beordret tilbage for at beskytte deres egne hangarskibe.

#### USSJohnston
Klokken 7.00 var kommandør Ernest E. Evans, den øverstkommanderende på destroyeren USSJohnston, den som var nærmest på angriberne og den første til at tage initiativet. Som svar på de to første japanske bredsider, og uden at spørge sine overordnede, gav han ordre til at Johnston skulle sætte "fuld fart og roret hårdt mod venstre", hvilket blev starten på en kamp som gav ham Medal of Honor.
Johnston udlagde røgslør og zig-zaggede samtidig med at farten øgedes i retning mod japanerne. Dens besætning så til i forundring – lige overraskede over at den japanske flåde var dukket op og at de angreb den.
Kl. 7.10 gav Evans ordre til et angreb på den forreste krydsereskadres flagskib, den tunge krydser Kumano. Da man nåede indenfor 5 tommer kanonernes højeste rækkevidde på 10 sømil åbnede Johnston ild og ramte Kumanos overbygning mindst 40 gange så den blev omhyllet af ild og røg.
Amerikanerne havde en fordel, nemlig at deres kanoner var radarstyrede og havde et ildledningssystem, som var computerbaseret, og som gav automatiske direktioner blot ved at pege målsøgeren mod målet. Japanernes ildledning var primitiv i sammenligning. De brugte optiske afstandsmålere bistået af farvemarkeringer når granaterne slog ned. På dette tidspunkt var japanerne ude af stand til at finde afstanden til deres angriber.
Kl. 7.16 gav Sprague destroyernes chef Thomas, som var om bord på Hoel, ordre til at angribe. Mens de kæmpede med at komme i angrebsformation og besætningerne bekæmpede deres forundring, begyndte tre små skibe på deres lange sprint for at komme i position til at kunne affyre deres torpedoer. Johnston fortsatte sit angreb samtidig med at det affyrede hundredvis af granater og zig-zaggede gennem moderate bølger så den var en vanskeligt mål at ramme. Da Johnston nåede ind på 9 kilometers afstand fra fjenden afskød den en fuld salve på ti torpedoer. Klokken 7.24 nåede en af dem sit mål, og sprængte boven af Kumano. Den tunge krydser Suzuya, som var blevet beskadiget ved luftangreb, blev også taget ud af kampen, da den stoppede for at hjælpe. En anden virkning af Johnstons angreb var at den skabte forvirring i hovederne på de japanske kommandører, som troede, at de blev angrebet af amerikanske krydsere.
Herefter vendte Evans om, og under dække af sit røgslør skabte han afstand til angriberne. På 14 kilometers afstand blev skibet ramt af en 14 tommers granat fra slagskibet Kongō. Den gik gennem dækket og ind i styrbord maskinrum, hvilket sænkede destroyerens hastighed til 17 knob og afbrød strømforsyningen til kanontårnene agter. Herefter ramte tre sekstommers granater – muligvis fra Yamato — Johnstons bro og forårsagede mange døde og sårede, og klippede fingre af kommandør Evans' venstre hånd.
Skibet rullede kraftigt og de døde og døende var strøet ud over de nu blodige dæk; men Johnston sank ikke. Heldet smilede til skibet da dets oliebeholdning var lav allerede inden slaget, hvilket reddede det fra en katastrofal eksplosion. Da skibet nåede i skjul i nogle regnbyger fik besætningen tid til at reparere skader og genetablere strømforsyningen til to af de tre kanontårne agter.
Mens Johnston fortsatte på sin kurs bort fra japanerne blev den passeret af de angribende destroyere anført af det beskadigede Hoel. Evans lod Johnston slutte sig til angrebet for at give ildstøtte til kommandør Thomas' lille eskadre.
Klokken 7.50 var havet og himmelen over den fyldt med brændende skibe, eksplosioner og angribende fly. Alle disponible jagere og bombefly fra Taffyerne var oppe og på vej mod den japanske flåde. Angrebet fra den lille amerikanske styrke havde gjort den japanske til en forvirret hob, som desperat foretog undvigemanøvrer for at undgå havde der må have føltes at være et hav fuldt af torpedoer og eksploderende granater. Sprague beordrede nu sine sidste to skibe – eskortedestroyerne Dennis og Raymond til at angribe japanerne.
Under slaget var Evans indblandet i adskillige dueller med langt større japanske modstandere. Kl. 8.20 da han kom frem fra røg og regnbyger stod Johnston overfor et slagskib af Kongo-klassen. Evans gav besætningen ordre til at angribe. De ramte slagskibets overbygning mere end et dusin gange.
Kl. 8.40 var de japanske og amerikanske indviklet i en forvirret masse. Gambier Bay og Hoel var ved at synke. Det var ikke svært at finde mål. Johnston nærmede sig en stor krydser mens Evans gav ordre til at åbne ild, og scorede fire direkte træffere. Pludselig dukkede et meget mere presserende mål op agter: En række på fire japanske destroyere anført af den lette krydser Yahagi var ved at gøre sig klar til et torpedoangreb på hangarskibene. Evans beordrede Johnstons kanoner til at beskyde denne nye trussel. Bob Hagens, overkanoneren, skød og ramte krydseren 12 gange inden den drejede væk. Evans beordrede herefter ilden flyttet til den næste destroyer i rækken og scorede talrige træffere. Den japanske eskadre afsluttede sit tilløb, afbrød torpedoangrebet trak sig tilbage vestpå. Johnstons beskydning havde presset japanerne til at affyre deres torpedoer for tidligt på næsten 10 km afstand. Nogle af torpedoerne blev detoneret af beskydning fra fly eller forsvarsild fra hangarskibene. Efter kl. 9.00 hvor Hoel og Roberts var ude af kampen var den beskadigede Johnston et nemt mål. Den kæmpede med alt hvad den havde tilbage mod en sværm af fjendtlige skibe – fire krydsere og talrige destroyere.
Johnston fortsatte med at blive ramt af japanske granater, som satte det forreste kanontårn ud af spillet og dræbte mange mænd. På dette tidspunkt styrede Evans skibet ved at stå agter og råbe ordrer ned til mænd, som manuelt betjente roret. Klokken 9.40 ødelagde granatild den resterende motor, så skibet lå stille i vandet. Mens angriberne samledes omkring det sårbare skib koncentrerede de beskydningen på det frem for på de flygtende hangarskibe. Johnston blev ramt så mange gange, at en af de overlevende mindedes, at "de kunne ikke fylde hullerne hurtigt nok til at holde hende flydende."
Klokken 9.45 gav Evans endelig ordre til at forlade skibet. Johnston sank 25 minutter senere med 186 af besætningen. Evans forlod skibet med sin besætning, men blev aldrig set siden. Han fik posthumt tildelt Medal of Honor. Det var imidlertid japanerne selv, som først anerkendte Johnstons utrolige indsats den dag: Da en japansk destroyer langsomt sejlede forbi så en af de overlevende fra Johnston at den japanske besætning var opstillet ved rælingen og saluterede deres modige besejrede fjende.

#### USSSamuel B. Roberts
Klokken 7.35 skiftede eskortedestroyeren USS Samuel B. Roberts, som var under kommando af kommandørløjtnant Robert W. Copeland kurs, og kastede sig ind i slaget. Den passerede den skadede Johnston, som på det tidspunkt trak sig tilbage. Roberts havde kun to 5-tommers kanoner, en i for og en agter, og kun tre torpedorør. Trods det angreb den den tunge krydser Chōkai. Under dækker af røg sejlede Roberts ind på 4,5 kilometers afstand fra Chōkai, hvorved den kom under beskydning fra krydserens to fremadrettede 8-tommers kanontårne.
Roberts var kommet så tæt på, at fjenden ikke kunne sænke sine kanoner tilstrækkeligt til at kunne ramme den. Granaterne passerede over. Da først Roberts var indenfor rækkevidde afskød den sine tre torpedoer, hvoraf mindst en ramte. Roberts kæmpede herefter videre i mindst 1 time, hvor den afskød over 600 5-tommer granater og mens den var på tæt hold gennemhullede den Chōkai's overbygning med sine 40 mm Bofors og 22 mm Oerlikon antiluftskytskanoner. Klokken 8.51 blev den ramt af to japanske træffere, hvor af den anden ødelagde dens agterste kanontårn. Med den fremadrettede 5-tommers kanon satte Roberts broen på den nærliggende krydser Chikuma i brand og satte dens nr. 3 tårn ud af drift, inden den selv blev ramt af tre 14-tommer granater fra Kongō. Den fik en 12 meter lang flænge i siden og tog vand ind. Klokken 9.35 blev der givet ordre til at forlade skibet, og Roberts sank indenfor 30 minutter med 89 besætningsmedlemmer. Den huskes som "eskortedestroyeren, der kæmpede som et slagskib".
Underkanoner Paul H. Carr havde ansvaret for 5-tommer kanonen agter, som havde afskudt næsten alle sine 325 opmagasinerede granater i løbet af 35 minutter inden der skete en eksplosion i kanonrøret.
Carr blev fundet døende på sin post, hvor han bad om hjælp til at lade den sidste granat, som han holdt i sine hænder. Han blev tildelt en Silver Star, og missilfregatten USS Carr blev senere opkaldt efter ham. Missilfregatterne Samuel B. Roberts (FFG-58) og Copeland (FFG-25) blev opkaldt efter skibet og dets kaptajn.
Eskortedestroyerne Raymond, Dennis og John C. Butler afskød også torpedoer, og selv om de ikke ramte bidrog de til at sinke den japanske forfølgelse. Dennis blev ramt af et par granater fra krydsere. John C. Butler indstillede beskydningen efter at have afskudt alle sine granater en time inde i kampen.

#### USSHoel
Klokken 7.06 da en velkommen regnbyge bidrog til at sløre hans hangarskibe, gav admiral Sprague sine destroyere ordre til at angribe japanerne med torpedoer. USS Hoel under kommando af kommandør Leon S. Kintberger satte kursen direkte mod det nærmeste fjendtlige slagskib Kongō, som var 16 km borte. Da afstanden var blevet mindsket til 12½ km åbnede Kongō ild. Slagskibets 14-tommer kanoner ramte Hoel på broen og ødelagde al talt radiokommunikation, men Hoel fortsatte på sin kurs og affyrede 5 torpedoer på 8 kilometers afstand. Selv om torpedoerne ikke ramte målet, tvang de Kongō til at dreje hårdt mod venstre og sejle væk fra sit bytte indtil de var passeret. Nogle minutter senere blev Hoel ramt igen og tre kanoner blev sat ud af spillet, sammen med den venstre maskine og radarildledningssystemet og muligheden for at styre skibet fra broen.
Hoel skiftede trods det kurs for at angribe kolonnen af fjendtlige krydsere. Da den var nået ind på en af afstand af 5½ km fra den forreste krydser Haguro afskød den sine sidste fem torpedoer. Denne gang var der gevinst. En stor vandsøjle steg op ved målet. Selv om japanske kilder nægter at nogen torpedo ramte krydseren, er der ikke nogen anden forklaring på det observerede fænomen.
Hoel var nu beskadiget og omringet af fjenden. I den følgende time gjorde skibet sin sidste indsats ved at aflede opmærksomheden fra hangarskibene. Samtidig med at den undveg den fjendtlige beskydning beskød den samtidig fjenden med sine to resterende kanoner. Endelig kl. 8.30 – efter at være blevet ramt 40 gange af granater fra 5-16 tommer ødelagde en 8-tommer granat dens anden maskine.
Med maskinrummet oversvømmet, et af magasinerne i brand, en kraftig slagside mod styrbord og agterskibet ved at synke gav kommandør Kintberger sin besætning ordre til at forlade skibet. Den japanske beskydning stoppede først kl. 8.55 da Hoel rullede rundt og sank på 7 km vand efter at have overlevet 90 minutter efter sine første træffere.
Hoel var det første skib i Taffy 3, som sank, og havde de største forholdsvise tab. Kun 86 af Hoels besætning overlevede. 253 officerer og mænd gik ned med deres skib. Kommandør Kintberger beskrev mændenes modige opfyldelse af pligten i en sømands mindeord: "Fuldt vidende om det uundgåelige resultat af at gå i kamp mod en så langt overlegen styrke, udførte disse mænd deres opgaver roligt og effektivt indtil deres skib blev skudt bort under dem."

#### USSHeermann
USS Heermann, som var under kommandør Amos T. Hathaway, lå på den side af hangarskibene som vendte bort fra angrebet, da dette begyndte, og sejlede med fuld fart gennem gruppen af hangarskibe for at komme i kamp. Efter at have opsendt deres sidste fly dannede hangarskibene en cirkulær formation mens de sejlede i retning af Leytebugten. Røg og regnbyger havde formindsket sigtbarheden til under 100 meter, hvilket betød at Heermann pludselig måtte slå fuld bak for at undgå at kollidere med Samuel B. Roberts og senere Hoel da den dannede kolonne med den ledende destroyer under forberedelse af et torpedoangreb.
Heermann angreb den tunge krydser Chikuma med sine 5-tommer kanoner samtidig med at den gennemførte et torpedoangreb på Haguro. Efter at have affyret to torpedoer skiftede Heermann kurs for at angribe en kolonne på fire slagskibe, som havde taget den under beskydning. Den rettede sine kanoner mod slagskibet Kongō, som lå forrest i kolonnen og afskød tre torpedoer. Derpå nærmede den sig hurtigt slagskibet Haruna, som blev mål for dens sidste tre torpedoer, der blev afskudt kl. 8.00 fra blot 4.000 meters afstand. I troen på at en af torpedoerne havde ramt slagskibet trak Heermann sig tilbage uden at blive ramt. Japanske optegnelser viser, at slagskibet undgik alle torpedoer, men angrebet sinkede forfølgelsen af de amerikanske hangarskibe. Yamato sejlede en overgang parallelt med to af Heermanns torpedoer, og i 10 minutter var den tvunget ud af kampen.
Heermann angreb herefter de andre japanske slagskibe på så kort afstand, at de ikke kunne skyde tilbage, enten fordi de ikke kunne sænke kanonløbene så langt, eller af frygt for at ramme deres egne skibe.
Derpå sejlede Heermann ned mellem japanerne og hangarskibene for at udlægge mere røgslør og vendte derefter tilbage til kampen nogle få minutter senere. Den placerede sig mellem hangarskibene og en kolonne på fire tunge japanske krydsere. Den angreb Chikuma i træfning, som beskadigede begge skibe alvorligt. En række træffere fra 8-tommer granater oversvømmede den forreste del af destroyeren, og trak stævnen så langt ned, at skibets ankre kom under vand og en af dens kanoner blev ødelagt. Den japanske krydser blev samtidig udsat for et kraftigt luftangreb under træfningen. Efter fælles indsats fra Heermanns kanoner, bomber, torpedoer og maskingeværbeskydning fra fly fra hangarskibene afbrød Chikuma til sidst kampen, men sank under tilbagetrækningen.
Da Chikuma trak sig ud udvekslede den tunge krydser Tone ild med Heermann indtil denne nåede en position, hvor den kunne fortsætte med at udlægge røgslør for hangarskibene. På dette tidspunkt beskadigede fly fra Taffy 2 Tone så alvorligt, at den også afbrød kampen og trak sig tilbage. Selv om den blev beskadiget, var Heermann den eneste destroyer, som overlevede slaget.

### Hangarskibe under angreb
Hangarskibene fra Taffy 3 satte kursen sydpå og trak sig tilbage under granatbeskydning med deres topfart på 17,5 knob. De seks hangarskibe skjulte sig efter bedste evne i regnbyger og fik afsendt alle deres Grumman F4F Wildcat jagere og TBM Avenger torpedobombefly med det de nu var lastet med. Nogle havde raketter, maskingeværer, dybdebomber eller slet intet. Nogle ganske få havde bomber eller torpedoer. Mod mål på jorden og undervandsbåde var de gamle Wildcats billige erstatninger for de hurtigere F6F Hellcats og tungere SB2C Helldivers, som var om bord på de store hangarskibe. Piloterne fik ordre til at "angribe den japanske eskadre og fortsætte til flyvepladsen Tacloban på Leyte for at få ny ammunition og brændstof". Mange af flyene fortsatte med at flyve skinangreb på de japanske skibe efter at de havde brugt deres ammunition og bomber for at genere fjenden.
Efter en time havde japanerne formindsket afstanden til hangarskibene til 16 km. Den kendsgerning, at hangarskibene havde undgået at blive ødelagt forstærkede japanernes tro på, at de angreb store hangarskibe. Kl. 8.00 gav Sprague hangarskibene ordre til at "åbne ild med ærtebøsser" når afstanden passer". Denne form for forfølgelse gav hangarskibene en fordel, idet deres eneste kanon var en manuelt styret 5-tommer kanon i skibets agterstavn. Den var ganske vist udstyret med anti-luftskyts granater, men alligevel. Mens antiluftskyts artilleristerne så hjælpeløst til, opmuntrede en officer dem op ved at råbe: "bare vent lidt længere drenge, vi narrer dem indenfor rækkevidde af 40-mm kanonerne."
Skibene var blevet dænget til af vand fra tætte forbiere, men klokken 8.05 blev Kalinin Bay ramt af en 8-tommer granat. I begyndelsen af slaget skød de fjendtlige skibe med pansergennembrydende granater, som ofte fortsatte lige gennem dæk eller side på de upansrede skibe uden at eksplodere. Selv om eskortehangarskibene, der havde typebetegnelsen CVE – der blev oversat til "Combustible Vulnerable Expendable" (brændbare, sårbare og til at smide væk), viste de sig sejlivede ved først at undgå og derpå udstå kraftig granatbeskydning og ved at nedskyde angribende kamikaze-fly. Selv om Gambier Bay blev sænket fik granater fra eskortehangarskibenes 5-tommer kanoner en del af æren for at fjendtlige skibe, som kom indenfor skudafstand blev ramt eller sænket.

#### USSGambier Bay
Først kl. 8.10 da Chikuma var mindre end 5 sømil fra Gambier Bay blev denne endelig ramt på flydækket, som var det mest udsatte. Efterfølgende træffere og tætte forbiere da japanerne skiftede over til at skyde med højeksplosive granater nedsatte først dens hastighed, og snart lå Gambier Bay stille. Tre krydsere sejlede ind på klods hold da destroyere såsom Johnston ikke havde held til at aflede opmærksomheden fra det dødsdømte hangarskib. Der rasede brande overalt på skibet. Det kæntrede og sank kl. 9.07 men hovedparten af de næsten 800 overlevende af besætningen blev reddet to dage senere af landgangs- og patruljebåde fra Leytebugten. Gambier Bay blev det første og eneste amerikanske hangarskib, som blev sænket af kanonild under 2. verdenskrig.

#### USSSt. Lo
Klokken 7.38 var de japanske krydsere, som nærmede sig USS St. Lo på styrbord side nået ind til en afstand af 12½ km. St. Lo reagerede på deres granatbeskydning med hurtig skydning fra dens ene 5-tommers kanon, som ramte en krydser fra Tone-klassen 3 gange. I de næste 90 minutter nærmede admiral Kuritas skibe sig Taffy 3, og de nærmeste krydsere og destroyere beskød St. Lo fra 9 km afstand. Under hele kampen udlagde hangarskibene og deres eskorte et særdeles effektivt røgslør, som admiral Sprague gav æren for at den japanske træfsikkerhed blev kraftigt reduceret. Samtidig var Kuritas styrke under konstante flyangreb fra Taffy 3 og de to andre amerikanske hangarskibsgrupper længere mod syd. Klokken 10.47 begyndte der et kamikazeangreb på de resterende hangarskibe. Nogle minutter senere ramte et af dem fra Yukio Sekis Shikishima eskadrille flydækket på St. Lo. Flyets bombe fortsatte ind i skibets indre, hvor den eksploderede og forårsagede uoprettelige skader. Hangarskibet sank med agterskibet først og 114 mand blev dræbt.

#### USSKalinin Bay
USS Kalinin Bay satte fuld fart på, og trods beskydning fra fjendtlige krydsere blev dens fly sendt i luften hvorfra de forårsagede store skader på de nærmeste fjendtlige skibe. Som det bagerste af hangarskibene kom Kalinin Bay under intens fjendtlig beskydning. Selv om det til dels var beskyttet af røgslør, en passende regnbyge og modangreb fra destroyere og eskortedestroyer blev den ramt af den første af 15 direkte træffere kl. 7.50. Der var tale om en 14 eller 16 tomme granat fra et fjendtligt slagskib, og den ramte i styrbord side af hangardækket lige bag den forreste elevator.
Klokken 8.00 var de japanske krydsere, som lå på hendes bagbord side nået ind på en afstand af 16 km.
Kalinin Bay begyndte at besvare deres salver med sin 5-tomme kanon. Tre panserbrydende granater ramte den indenfor få minutter. Klokken 8.25 ramte hangarskibet nr. 2 kanontårn på en tung krydser af Nachi-klassen, og et ny træffer kort efter tvang det japanske skib til midlertidigt at trække sig ud af kampen.
Klokken 8.30 dukkede fem japanske destroyere op over horisonten på styrbord side. De åbnede ild på omkring 13 km afstand. Mens den amerikanske destroyereskorte angreb krydserne og udlagde røgslør koncentrerede Kalinin Bay sig om at beskyde den japanske 10. destroyer eskadre. Ingen af destroyerne ramte Kalinin Bay, men den blev ramte af yderligere 10 8-tommer granater fra de nu skjulte krydsere. En granat passerede gennem flydækket og ned i radiorummet, hvor den ødelagde alt radar- og radioudstyr.
Klokken 9.15 ramte et Avengerfly fra St. Lo to torpedoer i Kalinin Bays kølvand, og bragte dem til eksplosion omkring 100 meter fra skibet. En granat fra skibets 5-tomme kanon fik en tredje torpedo til at skifte kurs. Omkring kl. 9.30, da de japanske skibe afskød deres sidste salver og skiftede kurs mod nord, ramte Kalinin Bay en af destroyerne midtskibs. Fem minutter senere indstillede den skydningen og fortsatte sydpå med de andre overlevende skibe fra Taffy 3.
Omkring kl. 10.50 blev Taffy 3 udsat for et koncentreret luftangreb. Under det 40 minutter lange angreb – det første kamikazeangreb under 2. verdenskrig – blev alle eskortehangarskibene undtagen Fanshaw Bay beskadiget. Fire fly angreb Kalinin Bay fra styrbord og agter. To blev skudt ned, mens et tredje fly ramte bagbord side af flydækket og beskadigede det alvorligt. Den fjerde ødelagde den agterste skorsten. Kalinin Bay fik omfattende strukturelle skader under morgenens intensive kampe foruden 5 døde blandt de 60 tilskadekomne. 12 direkte træffere blev senere konstateret foruden to tætte forbiere fra svære kanoner. Ironisk nok var det de to tætte forbiere, som eksploderede ved skibets gilling, som mest truede skibets overlevelse.
Igennem hele overfladekampen undgik de forreste hangarskibe White Plains og Kitkun Bay at blive ramt af granater. Under kamikaze angrebene nedskød Fanshaw Bay bl.a. et fly, som var på nippet til at styrke ned i Kitkun Bay og tog imod fly fra sine sænkede eller beskadigede søsterskibe. Fanshaw Bay havde fire dræbte og fire sårede.

### Slagskibet Yamato
Yamato var allerede blevet ramt af fly under slaget i Sibuyanhavet med tre panserbrydende bomber, mens dens søsterskib Musashi var blevet sænket. I dette slag kom Yamato for første og eneste gang i kamp med fjendtlige overfladeskibe. Kl. 7.51 beskød og traf Yamato en "krydser" fra over 10 sømils afstand, hvilket rent faktisk var destroyeren Hoel. Yamatos F1M2 "Pete" flydeplan bekræftede træffere fra de store kanoner på hangarskibet Gambier Bay inden Yamato skiftede kurs for at undgå torpedoer. Yamato nåede ind på en afstand af 2,2 km fra amerikanske skibe da det blev angrebet af amerikanske fly. Løjtnant Richard W. Roby angreb destroyere med sit jagerfly inden han beskød dæk og bro på Yamato med sine 12,8 mm maskingeværer. Kurita rapporterede, at hans styrke havde sænket to hangarskibe, to krydsere og nogle destroyere. Yamato havde bekræftede træffere og bidrog til sænkningen af et eskortehangarskib, en destroyer og en eskortedestroyer.

### Japanerne bliver ramt
Den japanske krydser Chōkai blev ramt af 5-tommer granater midtskibs i styrbord side, formentlig
af den enlige kanon på Kalinin Bay. Selv om den 9 kg tunge granat ikke kunne gennemtrænge skibets pansring fik den de 8 dæksmonterede japanske torpedoer af type 93 til at eksplodere. De var særlig følsomme fordi de indeholdt ren ilt udover deres 500 kg sprænghoveder. Eksplosionen ødelagde ror og maskiner, så Chōkai faldt ud af formationen. Få minutter senere blev skibets forreste maskinrum ramt af en amerikansk 500 punds bombe. Brande begyndte at sprede sig, og skibet lå stille i vandet. Senere samme dag blev skibet sænket af torpedoer fra destroyeren Fujinami.
Efter at Johnston havde bortsprængt Kumanos stævn med en torpedo, trak det japanske skib sig tilbage mod San Bernardino Strædet, hvor det fik mindre skader under et luftangreb.
Den japanske krydser Chikuma angreb de amerikanske eskortehangarskibe og bidrog til sænkningen af Gambier Bay, men kom under beskydning fra Heermann og blev udsat for et kraftigt luftangreb. Chikuma forårsagede alvorlige skader på Heermann, men blev hurtigt ramt af en lufttorpedo og sat ud af spillet. Besætningen blev taget om bord på destroyeren Nowaki og senere på dagen blev Chikuma sænket. Mens den trak sig tilbage fra kampområdet blev Nowaki selv sænket, og bortset fra en enkelt omkom alle de overlevende fra Chikuma.
Den tunge krydser Suzuya, som også havde angrebet hangarskibene fik uoprettelige skader fra luften, endda uden at blive ramt direkte. Tidligt i slaget blev Suzuya angrebet af 10 Avengerfly fra Taffy 3. Et af flyene kastede en højeksplosiv bombe, som landede lige bag skibet i bagbord side, og fjernede en af Suzuyas skruer, hvilket reducerede dens maksimumshastighed til 20 knob. Klokken 10.50 blev den angrebet af yderligere 30 fly fra hangarskibe. Endnu en tæt forbier udløste torpedoerne i et af de styrbords torpedoapparater. De brande, som blev udløst af eksplosionen bredte sig hurtigt til de andre torpedoer og de efterfølgende eksplosioner ødelagde en af kedlerne og det styrbord maskinrum. Besætningen fik ordre til at forlade skibet kl. 11.50 og det var ikke spor for tidligt, da branden fik de resterende torpedoer og hovedmagasinet til at eksplodere 10 minutter senere. Suzuya rullede rundt og sank kl. 13.22. 401 officerer og besætningsmedlemmer blev reddet af destroyeren Okinami og flere blev senere reddet af amerikanske skibe.

### Kurita trækker sig tilbage
Selv om Kuritas slagskibe ikke havde fået alvorlige skader havde angrebene fra luften og fra destroyerne splittet hans formationer og han havde mistet den taktiske kontrol over slaget. Hans flagskib Yamato var blevet tvunget til skifte kurs mod nord for at undgå torpedoer, hvilket betød at han mistede kontakten med en stor del af sin styrke. Voldsomheden i de beslutsomme og koordinerede angreb fra skibene og flyene i Taffy 3 havde allerede sænket eller beskadiget de tunge krydsere Chōkai, Kumano og Chikuma, hvilket bekræftede japanerne i deres antagelse om at de var i kamp med store flådeenheder og ikke bare eskortehangarskibe og destroyere. Kurita var i begyndelsen ikke klar over, at Halsey allerede havde slugt maddingen og at hans slagskibe og hangarskibe var langt udenfor rækkevidde. Voldsomheden i luftangrebene bidrog yderligere til hans forvirring, for han antog, at så ødelæggende angreb kun kunne stamme fra store flådeenheder og ikke fra små eskortehangarskibe.
Signaler fra Ozawa overbeviste til sidst Kurita om at han ikke var i kamp med hele 3. flåde og at de resterende dele af Halseys styrke kunne være på vej for at ødelægge han hvis han blev for længe i området.
Til sidst fik Kurita meddelelse om at den sydlige styrke, som han skulle mødes med, var blevet ødelagt den foregående nat. Han vurderede, at det ikke kunne betale sig at lide yderligere tab, og han troede at han allerede havde sænket eller beskadiget adskillige store amerikanske hangarskibe, så derfor afbrød kan kampen kl. 9.20 med ordren: "Alle skibe på min kurs nordpå, hastighed 20". Han genskabte en kurs mod Leytebugten, men blev distraheret af rapporter om en yderligere amerikansk hangarskibsgruppe mod nord. Da han foretrak at opbruge sine skibe mod slagskibe frem for transportskibe, drejede han mod nord efter den ikke-eksisterende fjendtlige flåd, og trak sig siden tilbage gennem San Bernardino Strædet.
Mens han trak sig tilbage mod nord og derpå vest gennem strædet fortsatte den stærkt beskadigede amerikanske styrke med at udfordre til kamp. Mens han betragtede den japanske retræte hørte admiral Sprague en matros i nærheden udbryde: "Pokkers også drenge, de slipper væk!"

### Syvende flådes råb om hjælp
Kort efter kl. 8.00 begyndte der at komme desperate meddelelser fra 7. flåde. En fra viceadmiral Thomas C. Kinkaid blev sendt i klar tekst og lød: "Min situation er kritisk. Hurtige slagskibe og luftstøtte han måske forhindre fjenden i at ødelægge eskortehangarskibe og trænge ind i Leytebugten."
Klokken 8.22 meddelte Kinkaid over radioen: "Der er brug for hurtige slagskibe straks i Leytebugten".
Kl. 9.05: "Mangler hurtige slagskibe og luftstøtte".
Kl. 9.07 meddelte Kinkaid hvad han hans lille flåde var oppe imod: "4 slagskibe, 8 krydsere angriber vore eskortehangarskibe".
5.500 km borte i Pearl Harbor havde den øverstkommanderende for stillehavsflåden admiral Chester W. Nimitz fulgt de desperate meddelelser fra Taffy 3, og sendte en kort meddelelse til Halsey: "Hvor er TF 34?". Den krypterede meddelelse var tilføjet en vildledende tekst i begyndelsen og slutningen for at gøre den sværere at dekryptere. Starten lød: "Turkey trots to water" og slutningen var: "The world wonders". En telegrafist i Nimitz's stab gentog "where is" delen af meddelelsen og da meddelelsen senere blev dekrypteret af Halsey's stab blev den sidste sætning "the world wonders" ikke fjernet igen. Den simple forespørgsel fra en fjernt placeret interessent blev på denne måde til en sviende ørefigen: "Hvor er TF 34? undrer verden sig"
Halsey blev rasende, da han ikke opdagede, at den sidste sætning ikke var en del af meddelelsen, og var valgt da det var årsdagen for Den Lette Brigades angreb i slaget ved Balaklava. Han smed sin hat ned på dækket og begyndte at bande af ren arrigskab.
Halsey sendte Task Group 38.1 under viceadmiral John S. McCain til undsætning. Halsey mindedes, at han først fik denne vigtige meddelelse fra Kinkaid omkring kl. 10 og hævdede senere, at han vidste at Kinkaid var i vanskeligheder, men ikke drømte om hvor alvorlig krisen var. McCain derimod havde opfanget Spragues meddelelser og havde vendt sin styrke for at gå til undsætning allerede inden Halseys ordre ankom (efter tilskyndelse fra Nimitz), hvilket satte spørgsmålstegn ved Halsey undskyldning.
Klokken 10:05 forespurgte Kinkaid: "Hvem bevogter San Bernardino Strædet?"
McCain hastede sydpå bortset fra at han kort måtte dreje ind i vinden for at modtage tilbagevendende fly. Klokken 10.30 blev der opsendt en styrke Helldiver, Avenger og Hellcats fra USS Hornet, Hancock og Wasp fra 330 sømils afstand. Selv om angrebet ikke forårsagede store skader, bestyrkede det Kuritas beslutning om at trække sig tilbage.
Klokken 11.15 – over to timer efter at de første nødopkald var blevet modtaget modtaget af hans flagskib – gav Halsey ordre til at TF 34 skulle sætte kurs sydpå og forfølge Kurita, men da var de japanske styrker allerede undsluppet.
Få timer efter at han var blevet kritiseret af Nimitz lykkedes det Halseys styrker at ødelægge alle de fire fjendtlige hangarskibe han forfulgte, men selv om 3. flåde var totalt fraværende under den japanske hovedstyrkes angreb, havde den desperate indsats fra Taffy 3 og de andre eskadrer fordrevet japanerne. En lettet Halsey sendte følgende meddelelse til Nimitz, Kinkaid og general Douglas MacArthur kl. 12.26:
"Det kan nu meddeles med sikkerhed, at den japanske flåde er blevet besejret, slået på flugt og knækket af 3. og 7. flåde."

### De overlevendes trængsler
Til dels som følge af katastrofale fejl i kommunikationen indenfor 7. flåde og en tøven med at udsætte eftersøgningsskibe for angreb fra undervandsbåde, blev en stor del af de overlevende fra Taffy 3, heriblandt dem fra Gambier Bay, Hoel, Johnston og Roberts først reddet den 27. oktober efter 2 døgn i vandet. Et fly havde opdaget de overlevende, men havde opgivet en forkert position. Efter to døgn var mange døde af hedeslag, tørst eller angreb fra hajer. Da et Landing Ship Tank endelig nåede frem benyttede dets kaptajn en meget almindelig metode til at skelne ven fra fjende, nemlig at stille et spørgsmål om sport. En overlevende, Jack Yusen, fortalte:

Vi ser et skibe komme. Det cirkler om os, og der står en på broen med en megafon. Han råber: Hvem er I? Hvem er I? og vi råber alle: 'Samuel B. Roberts!' Han fortsætter med at sejle i ring, så nu råber vi forbandelser af ham. Han vender tilbage og råber: 'Hvem vandt the World Series?' og vi råber alle 'St. Louis Cardinals!'. Så hører vi maskinerne stoppe og der bliver kastet entrenet ud over siden. Sådan blev vi reddet.

## Oldendorfs eskadre
Der har været spekuleret over at selv hvis den centrale styrke hurtigt havde ødelagt eskortehangarskibene ville Kurita stadig have stået overfor Jesse Oldendorfs eskadre, som bestod af 5 slagskibe og 8 store kraftige krydsere. Efter kampen i Surigaostrædet havde 7. flådes slagskibe langt færre panserbrydende granater end slagskibe normalt havde ved begyndelsen af et slag, men som Morison bemærker, havde de tilstrækkelig til det som ville være nødvendigt for dem til at forsvare indsejlingen til bugten, men ikke til en fortløbende kamp. Det samme var formentlig tilfældet for de tunge krydsere. De lette krydsere, med deres langt højere skudhastighed havde brugt de fleste af deres panserbrydende granater, men havde stadig masser af højeksplosive granater tilbage. Oldendorfs destroyere havde brugt de fleste af deres torpedoer, men havde stadig masser af ammunition til deres 5-tommer kanoner, og slaget ved Samar demonstrerer hvor effektive sådanne kanoner kunne være selv mod tunge krydsere. Selv om de ikke kunne foretage torpedoangreb kunne disse omkring 28 destroyere have leveret et effektivt forsvar mod de japanske destroyere.
Oldendorfs styrke var rent faktisk nogenlunde lige så stærk som den centrale styrke efter at de tab denne havde lidt den 23. oktober i Palawan Passagen og den 24. oktober i Sibuyanhavet, og Kurita ville have været tvunget til at besejre, eller i det mindste kæmpe sig vej gennem, Oldendorfs eskadre inden han kunne overfalde invasionsflåden i bugten. Hvis han i stedet for at udslette Taffy-enhederne havde formået at være kommet ind i bugten under at have neutraliseret eskortehangarskibene, ville han have været tvunget til at gå i kamp mod Oldendorf samtidig med at han var under fortsatte luftangreb og (som slaget ved Samar også viste) var det en ekstremt vanskelig opgave for krigsskibe at kæmpe mod overfladeskibe samtidig med at de skulle forsvare sig mod luftangreb. Der er derfor tvivlsomt om Kurita havde en realistisk mulighed for at forårsage alvorlige skader på invasionsstyrken ud for Leyte for ikke at tale om at tilføje de allierede et alvorligt tilbageslag.

## Efterspil
Det var lykkedes japanerne at narre Halseys 3. flåde væk, så den ikke længere beskyttede invasionsflåden, men tilsyneladende lette styrker viste sig at være en meget betydelig forhindring. Det som de amerikanske admiraler tilfældigvis havde ladt tilbage var trods alt luftstyrken fra 16 hangarskibe, selv om de var billige, langsomme og let bevæbnede. Med over 400 fly til rådighed var de numerisk om end ikke kvalitativt på højde med fire af Halseys store hangarskibe. Flådens fly, om de nu var udstyret med de rigtige våben eller ej, betød meget for at opveje den uligevægt som eksisterede i tonnage og ildkraft mellem de to styrker – og endte med at sænke Yamato senere i krigen). Sammenbruddet i den japanske kommunikation betød i at Kurita ikke var klar over den mulighed som Ozawas afledning havde givet ham. Kuritas dårlige styring af sine styrker under slaget bidrog yderligere til hans tab.
Trods Halseys manglende beskyttelse af den 7. flådes nordflanke tilbageviste Taffy 3 og fly fra de andre hangarskibsgrupper den stærkeste overfladeflåde, som Japan havde indsat siden slaget ved Midway. Herredømme i luften, kloge manøvrer i rette tid fra de amerikanske skibe, taktiske fejl begået af den japanske admiral og måske overlegen amerikansk radarteknologi, skydefærdighed og sømandsskab bidrog alt sammen til dette resultat. Japanerne havde investeret meget i dyre kanoner, som kunne skyde længere end amerikanernes, men deres kanoner kunne ikke ramme, hvis de ikke kunne se målet, og blev stærkt hæmmet af røgslør og regnbyger. Deres manuelle målsøgningssystemer beregnede koordinater, som passede til mål der fulgte en konstant kurs, men en 13 meter bred destroyer, som sejler med 30 knob kan flytte sig 600 meter på de 35 sekunder det tager for en granat med en hastighed på 900 m/s at tilbagelægge 20 sømil.
Japanerne fik først træffere når de store japanske skibe, som ikke kunne manøvrere mens de skød, kom indenfor rækkevidde af selv eskortehangarskibenes 5-tommer kanoner, som opdagede en achilleshæl i krydsernes torpedoapparater. Panserbrydende granater viste sig at være stort set ineffektive overfor upansrede skibe tilstrækkelig indbygget redundans til at kunne overleve mange træffere uden at synke. I modsætning hertil installerede amerikanerne deres radarstyrede ildledningssystemer og computere i selv små skibe såsom destroyere. Det gav den mulighed for at ramme præcist samtidig med at de undveg fjenden ved at søge mod de japanske granatnedslag. Fremragende antiluftskytsild med 5-tommer og 40mm kanoner nedskød adskillige kamikaze fly mens manglen på tilsvarende systemer gjorde de japanske skibe sårbare overfor amerikanske fly. Mens japanerne byggede de største slagskibe, byggede amerikanerne de fleste billige eskortehangarskibe da japanerne opgav deres sidste hangarskibe og piloter for at lokke Halseys flåde væk.
Man kan hævde, at af alle slagene i Stillehavskrigen demonstrerer slaget ved Samar bedst den effektivitet, som luftangreb kombineret med torpedoangreb fra destroyere kan have på større overfladeskibe. En forsigtig japansk taktik blev hæmmet af troen på at man kæmpede mod en langt stærkere styrke. I modsætning hertil fornemmede amerikanerne meget præcis den prekære situation de var havnet i og improviserede hurtigt en strategi baseret på at genere og forsinke, og de tøvede ikke med at indsætte utilstrækkeligt bevæbnede og trænede mænd, fly og skibe mod slagskibe, hvis det var hvad der var til rådighed.
| „ | Tja, jeg tror, at det faktisk kun var beslutsomhed, der rigtig betød noget. Jeg kan ikke forstå, at de ikke bare sejlede ind og udraderede os. Vi forvirrede japanerne så meget. Jeg tror, at det afskrækkede dem. Det var en stor oplevelse. | “ |
|   | — Tom Stevensen, overlevende fra Samuel B. Roberts |   |

Clifton Spragues eskadre mistede to eskortehangarskibe: (Gambier Bay ved overfladeangreb og St. Lo ved kamikaze angreb). Af de syv skibe i eskorteafskærmningen gik mindre end halvdelen, to destroyere (Hoel og Johnston) samt en eskortedestroyer (Samuel B. Roberts) tabt foruden en hel del fly. De andre fire amerikanske destroyere og eskortedestroyere blev beskadiget. I en så lille eskadre døde over 1.000 amerikanere, svarende til de amerikanske tab ved nederlaget i Slaget ved Savoøen ud for Guadalcanal da fire krydsere blev sænket. Det svarede også til de samlede tab på 543 mand og tre skibe i slaget i Koralhavet, og 307 mand og to skibe i slaget ved Midway.
På den anden side blev japanerne tvunget til at sænke tre af deres egne tunge krydsere og en fjerde
humpede tilbage til basen med alvorlige skader efter at have mistet boven. Alle Kuritas slagskibe, bortset fra Yamato led betydelige skade, og bortset fra Yamato forblev alle de tunge skibe efterfølgende i havn, og den japanske flåde var i praksis inaktiv i resten af krigen. Ved Leytebugten led den forholdsvis lille Taffy 3 hovedparten af tabene, heriblandt fem af de seks skibe på 37.000 tons, der gik tabt. Til sammenligning mistede japanerne 26 skibe på 306.000 ton.

## Kritik af Halsey
Halsey blev kritiseret for sin beslutning om at sende TF 34 nordpå i forfølgelse af Ozawa og for at undlade at afsende den da Kinkaid begyndte at bede om hjælp. Amerikansk flådeslang kalder Halseys handling for 'Bull's Run', en betegnelse som sammenkæder Halseys øgenavn i aviserne "Bull" (i flåden blev han kaldt "Bill" Halsey) med en henvisning til slaget ved Bull Run i den amerikanske borgerkrig.
I sin indberetning efter slaget forklarede Halsey sin beslutning således:
"Eftersøgninger med mine hangarskibsfly afdækkede tilstedeværelsen af den nordlige hangarskibsstyrke om eftermiddagen den 24. oktober, hvilket fuldendte billedet af de fjendtlige flådestyrker. Da det forekom mig barnligt at ligge stille og bevogte San Bernardino Strædet samlede jeg TF 38 i løbet af natten og sejlede nordpå for at angribe den nordlige styrke ved daggry.
Jeg troede, at den centrale styrke var blevet så alvorligt beskadiget i Sibuyanhavet, at det ikke længere kunne anses for at være en alvorlig trussel mod 7. flåde."
Halsey skrev også, at han frygtede at ved at efterlade TF 34 uden støtte fra hangarskibe ville have gjort den sårbar overfor angreb fra landbaserede fly, samt at det ville have været en alvorlig svækkelse af angrebet mod Ozawa, hvis han havde efterladt en af de hurtige hangarskibsgrupper ved TF 34.
Morison skriver imidlertid i en fodnote: "Admiral Lee sagde imidlertid efter slaget, at han ville have været mere end glad for at have fået ordre til at bevogte San Bernadino Strædet uden luftbeskyttelse."
Havde Halsey desuden været i ordentlig forbindelse med 7. flåde kunne eskorthangarskibene i TF 77 sagtens have ydet luftbeskyttelse for TF 34 – en langt nemmere opgave for dem end at forsvare sig mod Kuritas eskadre.
Det kan hævdes, at den kendsgerning at Halsey selv var om bord på et af slagskibene, og "ville være bleve ladt tilbage" med TF 34 mens hovedparten af hans flåde hastede nordpå for at angribe de japanske hangarskibe kan have bidraget til hans beslutning. På den anden side ville det have været muligt at lade et eller begge 3. flådes hurtigste hangarskibe (Iowa og New Jersey) følge med hangarskibene i forfølgelsen af Ozawa, mens de resterende slagskibe blev efterladt ud for San Bernardino Strædet. (Rent faktisk var det Halseys oprindelige plan for sammensætningen af TF 34 at den kun skulle indeholde fire, ikke alle seks, af 3. flådes slagskibe. Det ville derfor ikke have været uforeneligt både at dække San Bernardino Strædet med en kraftig slagskibseskadre samtidig med at Halsey selv var fortsat nordpå på New Jersey.
Det virker sandsynligt, at Halsey var stærkt påvirket af sin stabschef, kontreadmiral Robert "Mick" Carney, som også gik helt ind for at lade alle 3. flådes styrker sejle nordpå og angribe de japanske hangarskibe.
Clifton Sprague — chefen for Task Unit 77.4.3 i slaget ved Samar – var senere yderst kritisk overfor Halseys beslutning og at han havde undladt klart at informere Kinkaid og 7. flåde om at den nordlige flanke nu ikke længere var beskyttet:
| „ | I mangel på information om at denne udgang [af San Bernardino Strædet] ikke længere var blokeret, var det logisk at antage, at vores nordlige flanke ikke kunne blottes uden varsel i god tid. | “ |

Hvad angår Halseys undladelse af at vende TF 34 sydpå da 7. flådes første anmodninger om hjælp ud for Samar blev mortaget skriver Morison:
| „ | Hvis TF 34 var blevet sendt af sted nogle få timer tidligere, efter Kinkaids første indtrængende bønner om hjælp, og havde efterladt destroyerne, da deres optankning betød en 2½ times forsinkelse, ville en kraftig styrke på seks moderne slagskibe under admiral Lee, den mest erfarne eskadrechef i flåden, være ankommet ud for San Bernardino Strædet i tide til at være stødt sammen med Kuritas centrale styrke … Bortset fra de uheld, som er almindelige i søkrigsførsel, er der alle grunde til at formode, at Lee ville have krydset Kuritas T og have fuldendt ødelæggelsen af den centrale styrke. | “ |

I stedet, som Morison også bemærker:
| „ | Den store kanonstyrke i 3. flådes slaglinje, større end den i hele den japanske flåde, blev aldrig taget i anvendelse, udover til at sænke et eller to beskadigede lette skibe. | “ |
|   | — Morison (1956), pp. 336–337 |   |

Den måske mest sigende kommentar kom lakonisk fra viceadmiral Lee i hans kamprapport som chef for TF 34:
| „ | Ingen kampskader blev lidt eller påført fjenden af fartøjer mens de opererede som Task Force Thirty-Four. | “ |
|   | — Task Force 34 Action Report: October 6, 1944 – November 3, 1944                                         |   |

## Præsidentens udmærkelse af enheden
Taffy 3 fik tildelt præsidentens udmærkelse som enhed:
For ekstraordinær heroisme i kamp mod stærke enheder fra den japanske flåde under slaget ved Samar i Filippinerne den 25. oktober 1944 ... de tapre skibe i eskadren kæmpede hårdt mod den fremrykkende fjendes overlegne hastighed og ildkraft ... to af enhedens tapre destroyere og en eskortedestroyer angreb slagskibene frontalt, og mens de opbrugte alle deres torpedoer i et desperat forsvar af hele eskadren blev de sænket af fjendens tunge granater ... Den modige beslutsomhed og det fremragende teamarbejde mellem officerer og mænd som kæmpede på de landsatte fly og som bemandede skibene i Task Unit 77.4.3 førte til tilbagetrækningen af den fjendtlige styrke som truede vore invasionsoperationer i Leytebugten, og var i tråd med de bedste traditioner i den amerikanske flåde.

## Eftermæle
En række skibe blev opkaldt efter deltagere og skibe i slaget heriblandt USS Copeland, Evans, Clifton Sprague og Carr'. Da USS Samuel B. Roberts stødte på en mine kunne dens besætning røre en plakette, som erindrede om den oprindelige besætning da de kæmpede for at redde skibet.
De overlevende fra slaget dannede en forening, som stadig mødes en gang om året, og de samlede penge ind til mindesmærker i San Diego i nærheden af museet på USS Midway, som rummer en model af Gambier Bay.

### Bøger
- Bess, Michael (2006). Choices Under Fire: Moral Dimensions of World War II. New York: Alfred A. Knopf. ISBN 0-307-26365-7.
- Cox, Robert Jon (2010). The Battle Off Samar: Taffy III at Leyte Gulf (5th Edition). Agogeebic Press, LLC. ISBN 0-9822390-4-1.
- Cutler, Thomas (2001). The Battle of Leyte Gulf: 23–26 October 1944. Annapolis, Maryland, U.S.: Naval Institute Press. ISBN 1-55750-243-9.
- D'Albas, Andrieu (1965). Death of a Navy: Japanese Naval Action in World War II. Devin-Adair Pub. ISBN 0-8159-5302-X.
- Drea, Edward J. (1998). "Leyte: Unanswered Questions". In the Service of the Emperor: Essays on the Imperial Japanese Army. Nebraska: University of Nebraska Press. ISBN 0-8032-1708-0.
- Dull, Paul S. (1978). A Battle History of the Imperial Japanese Navy, 1941–1945. Naval Institute Press. ISBN 0-87021-097-1.
- Field, James A. (1947). The Japanese at Leyte Gulf: The Sho Operation. Princeton University Press. ASIN B0006AR6LA.
- Hornfischer, James D. (2004). The Last Stand of the Tin Can Sailors. Bantam. ISBN 0-553-80257-7.
- Hoyt, Edwin P.; Thomas H Moorer (Introduction) (2003). The Men of the Gambier Bay: The Amazing True Story of the Battle of Leyte Gulf. The Lyons Press. ISBN 1-58574-643-6.
- Lacroix, Eric; Linton Wells (1997). Japanese Cruisers of the Pacific War. Naval Institute Press. ISBN 0-87021-311-3.
- Morison, Samuel Eliot (2004 (reissue)). Leyte, June 1944 – January 1945, vol. 5 of History of United States Naval Operations in World War II. Champaign, Illinois, U.S.A.: University of Illinois Press; Reprint edition. ISBN 0-252-07063-1. {{cite book}}: Tjek datoværdier i: |year= (hjælp)
- Potter, E. B. (2005). Admiral Arleigh Burke. Naval Institute Press. ISBN 1-59114-692-5.
- Potter, E. B. (2003). Bull Halsey. Naval Institute Press. ISBN 1-59114-691-7.
- Thomas, Evan (2006). Sea of Thunder: Four Commanders and the Last Great Naval Campaign 1941–1945. Simon & Schuster. ISBN 0-7432-5221-7.
- Willmott, H. P. (2005). The Battle Of Leyte Gulf: The Last Fleet Action. Indiana University Press. ISBN 0-253-34528-6.
- Woodward, C. Vann (2007). The Battle for Leyte Gulf: The Incredible Story of World War II's Largest Naval Battle. Skyhorse Publishing. ISBN 1602391947.

### Rapporter
- War Damage Report A-3(420), Summary of War Damage—December 8, 1943 to December 7, 1944, pp28. BuShips, Design Division, Preliminary Design Section, War Damage Assessment Team. June 1, 1945.
- War Damage Report #60, Escort Carriers Gunfire, Bomb, Kamikaze Damage and Loss During World War II, BuShips, Design Division, Preliminary Design Section, War Damage Assessment Team.

### Eksterne kilder
- Animated History of The Battle of Leyte Gulf including the Battle off Samar Arkiveret 20. juli 2008 hos  Wayback Machine
- Battle Experience: Battle for Leyte Gulf [Cominch Secret Information Bulletin No. 22]
- Task Force 77 Action Report: Battle of Leyte Gulf
- "Turkey Trots to Water" Arkiveret 26. april 2006 hos  Wayback Machine—detailed description of the battle from battleship.org
- Order of battle: Samar.
- "Glorious Death: The Battle of Leyte Gulf" by Tim Lanzendörfer
- battle-of-leyte-gulf.com
- The Battle Off Samar – Taffy III at Leyte Gulf website by Robert Jon Cox
- Return to the Philippines: public domain documents from ibiblio.org
- The Battle for Leyte Gulf Revisited Arkiveret 26. november 2005 hos  Wayback Machine
- Timeline for USS Samuel B. Roberts (DE 413)
- Japan's TA-Operation: A Blueprint for Disaster Arkiveret 5. december 2012 hos  hos Archive.is by Irwin Kappes
- Case study if Halsey had formed task force 34
- USS Johnston-Hoel Association
- The Ship Has Sunk and the Sharks are Hungry The account of survivor Earl Bagley

### Audiovisuelle medier
- Lost Evidence of the Pacific: The Battle of Leyte Gulf. History Channel. TV. Based on book by Hornfischer, James D. (2004). The Last Stand of the Tin Can Sailors.
- Dogfights: Death of the Japanese Navy. History Channel. TV. Based on book, and with interview by Hornfischer, James D. (2004). The Last Stand of the Tin Can Sailors. History Channel DVD Arkiveret 14. februar 2012 hos  Wayback Machine "Score one for the little guy as Taffy 3 sends Yamamoto's fleet limping home."

11°36′N 126°24′Ø / 11.6°N 126.4°Ø